# 上海儿童博物馆
上海儿童博物馆位于上海市长宁区宋园路61号，在宋庆龄陵园内，是一家兒童博物館。

## 场馆介绍
上海儿童博物馆成立于1996年5月29日，占地面积9000平方米，建筑面积4500平方米，地上有三层，另有地下一层，建筑外形为长方体、球体、三角体所组成。博物馆主要有两个展区，分别是主题科学展示区和互动探索区。主题科学展示区主要对一些儿童感兴趣的专题进行介绍，包括航海、航天、天文、月球、信息技术、环保等。在互动探索区内设有树屋，儿童也可以穿上各行业的制服，扮演警察、医生等角色，另外还有一个小型剧场，专供小游客上台进行表演。另外还有主题展览区和儿童阅读区，为游客提供了网络和书籍，供消遣时间。
2017年2月23日，经过一年多的闭馆修缮和调整，上海儿童博物馆重新开馆。

## 参观信息
- 开放时间：周二至周日8:30－17:00。
- 公共交通：轨道交通3、4号线，公交72、149、224、506、836、909、911路。